# 2015年ミャンマー総選挙
2015年ミャンマー総選挙（2015ねんミャンマーそうせんきょ、ビルマ語: အထွေထွေ ရွေးကောက်ပွဲ၊ ၂၀၁၅）は、2015年11月8日に行われたミャンマー連邦共和国の立法府である連邦議会の総選挙である。
野党の国民民主連盟（NLD）が圧勝し、連邦議会の上下両院定数の86％（上院135、下院235）を獲得した。大統領選挙で国民民主同盟から正副大統領を選出し、軍政の流れを組む連邦団結発展党（USDP）から政権交代を実現した。
国民民主連盟の党首であるアウンサンスーチーは憲法の規定により大統領に就任できなかったため、新設された国家顧問に就任。事実上の行政府の長として政権を掌握した。

## 概要
前回と同じく2008年憲法に則り、連邦議会の民族代表院（上院）と人民代表院（下院）、7地方域・７州の地方議会において４分の１の軍人枠を除く議席が完全小選挙区制下で争われた。
前年の2014年にはNLD圧勝を阻むべく、USDPが比例代表制を導入しようとする動きがあり、NLDその他野党が反発したが、民族代表院（上院）で比例代表制を導入する決議が一旦なされた。しかし、結局、法案作成が間に合わず、両院とも小選挙区制下で争われることになった。また選挙前にテインセインは不出馬の意向を示した。
内戦の影響でシャン州7郡の選挙区とその他全国約450ヶ所の村で選挙が中止され、結局、選挙には91の政党、民族代表院168議席、人民代表院323議席、地方議会659議席がそれぞれ886人、1734人、3419人の候補者によって争われた。

## 選挙データ
- 上院：小選挙区制（168議席）。軍人枠（56議席）。
- 下院：小選挙区制（323議席）。軍人枠（117議席）。

## 選挙結果
2015年11月18日に実施された総選挙でNLDは、国政選挙で約80％の議席、地方選挙で4分の3の議席を獲得して圧勝した。USDPはともに惨敗した。
NLDの勝因は圧倒的なスーチー人気。逆にUSDPはテインセイン政権下5年間の実績を訴えたものの、軍事政権の悪印象を引きずっていたこと、党組織の脆弱さ、死票の多い小選挙区制の特性が敗因となった。実際、議席数では差がついたものの、得票率においては、国政選挙はNLDが約60％、USDPが約30％とUSDPも国民の3分の1ほどの支持を受けていたのである。少数民族政党ではラカイン民族党（ANP）とシャン民族民主連盟（SNLD）が健闘した。
NLD関係者・支持者が恐れたのは選挙結果を反故にした1990年選挙の再来だったが、12月15日のスーチーとの会談後、タンシュエが「彼女が将来の国のリーダーになることは間違いない」 と述べ、スムーズな政権委譲が確約された。

### 民族代表院（上院）
| 党派別獲得議席           |                            |        |      |        |
| 政党                     | 政党                       | 議席数 | 増減 | 議席率 |
|                          | 国民民主連盟（NLD）        | 135    | 132  | 60.27% |
|                          | 連邦団結発展党（USDP）     | 11     | 113  | 4.91%  |
|                          | ヤカイン民族党（ANP）      | 10     | 4    | 4.46%  |
|                          | シャン民族民主連盟（SNLD） | 3      | 2    | 1.34%  |
|                          | タアン（パラウン）民族党   | 2      | 2    | 0.89%  |
|                          | ゾミ民主連盟（ZCD）        | 2      | 2    | 0.89%  |
|                          | モン民族党（MNP）          | 1      | 1    | 0.45%  |
|                          | 国民統一党（NUP）          | 1      | 4    | 0.45%  |
|                          | パオ民族機構（PNO）        | 1      | 1    | 0.45%  |
|                          | 無所属                     | 2      | 2    | 0.89%  |
|                          | 全モン地域民主党（AMRDP）  | 0      | 4    | 0.00%  |
|                          | シャン民族民主党（SNDP）   | 0      | 3    | 0.00%  |
|                          | 諸派                       | 0      | 18   | 0.00%  |
|                          | 軍指名枠                   | 56     | ± 0  | 25.00% |
| 総計                     | 総計                       | 224    | ± 0  | 100.0% |
| 出典：Myanmar Times, UEC |                            |        |      |        |

### 人民代表院
| 党派                                   | 得票数     | 得票率 | 議席 | +/–      |
| -------------------------------------- | ---------- | ------ | ---- | -------- |
| 国民民主連盟（NLD）                    | 12,794,561 | 57.1   | 255  | 255      |
| 連邦団結発展党（USDP）                 | 6,341,920  | 28.2   | 30   | 229      |
| ヤカイン民族党（ANP）                  | 490,664    | 2.2    | 12   | 12       |
| シャン民族民主連盟（SNLD）             | 352,914    | 1.6    | 12   | 12       |
| タアン（パラウン）民族党               | 97,394     | 0.4    | 3    | 3        |
| パオ民族機構（PNO）                    | 224,673    | 1.0    | 3    | 増減なし |
| ゾミ民主連盟（ZCD）                    | 27,142     | 0.1    | 2    | 2        |
| リス民族発展党（LNDP）                 | 24,096     | 0.1    | 2    | 2        |
| ワ民主党                               | 8,216      | 0.0    | 1    | 増減なし |
| カチン州民主党（KSDP）                 | 27,877     | 0.1    | 1    | 1        |
| コーカン民主統一党                     | 13,990     | 0.1    | 1    | 1        |
| 国民統一党（NUP）                      | 419,442    | 1.9    | 0    | 12       |
| モン民族党（MNP）                      | 94,621     | 0.42   | 0    | 増減なし |
| 無所属                                 | 1,005,617  | 4.5    | 1    | –        |
| 合計                                   | 22,423,629 | 100.0  | 323  | –        |
| 出典: Psephos AdamCarrの選挙アーカイブ |            |        |      |          |